# Samsung Galaxy Note
| 2011 | Samsung Galaxy Note 1⁠(d)        |
| 2012 | Samsung Galaxy Note 2           |
| 2013 | Samsung Galaxy Note 3⁠(d)        |
| 2014 | Samsung Galaxy Note 4⁠(d)        |
| 2014 | Samsung Galaxy Note Edge⁠(d)     |
| 2015 | Samsung Galaxy Note 5⁠(d)        |
| 2016 | Samsung Galaxy Note 7/FE⁠(d)     |
| 2017 | Samsung Galaxy Note 8⁠(d)        |
| 2018 | Samsung Galaxy Note 9⁠(d)        |
| 2019 | Samsung Galaxy Note 10⁠(d)       |
| 2019 | Samsung Galaxy Note 10+⁠(d)      |
| 2020 | Samsung Galaxy Note 10 Lite⁠(d)  |
| 2020 | Samsung Galaxy Note 20⁠(d)       |
| 2020 | Samsung Galaxy Note 20 Ultra⁠(d) |

Samsung Galaxy Note este o linie întreruptă de phableturi și smartphone-uri Android flagship high-end dezvoltate și comercializate de Samsung Electronics. Linia a fost orientată în principal spre calculul cu stiloul; toate modelele Galaxy Note au fost livrate cu un stilou, numit S Pen⁠(d) și încorporează un digitizor Wacom sensibil la presiune. Toate modelele Galaxy Note includ, de asemenea, caracteristici software care sunt orientate spre stylus și ecranele mari ale dispozitivelor, cum ar fi luarea de notițe, aplicații digitale de scrapbooking, tooltips și multitasking cu ecran divizat. Linia a servit ca model de smartphone emblematic al Samsung, poziționat deasupra seriei Galaxy S, și a făcut parte din seria mai largă Samsung Galaxy de dispozitive de calcul Android.
Seria de smartphone-uri Galaxy Note se remarcă prin faptul că este considerată primul exemplu de succes comercial de „phablet” — o clasă de smartphone-uri cu ecrane mari care sunt destinate să combine funcționalitatea unei tablete tradiționale cu cea a unui telefon, și că a contribuit la accelerarea tendinței ca smartphone-urile cu ecrane mai mari să devină o normă la mijlocul anilor 2010. Samsung a vândut peste 50 de milioane de dispozitive Galaxy Note între septembrie 2011 și octombrie 2013.
În august 2021, TM Roh, președintele Samsung și șeful comunicațiilor mobile, a anunțat că niciun nou dispozitiv Galaxy Note nu va fi prezentat la evenimentul lor de lansare din 2021, care se va concentra în schimb pe noile telefoane pliabile. „În loc să dezvăluim un nou Galaxy Note de data aceasta, vom extinde în continuare caracteristicile iubite Note la mai multe dispozitive Samsung Galaxy”, a adăugat el. Produsele Galaxy de dimensiunea unui phablet sunt încă produse ca ediții „Ultra” ale anumitor modele din seria Galaxy S (de la Galaxy S22⁠(d)).

## Telefoane

### Galaxy Note
Samsung a anunțat originalul Galaxy Note la IFA Berlin în 2011. În timp ce unele instituții media au pus la îndoială viabilitatea dispozitivului din cauza ecranului său de 5,3 inci (care, la acea vreme, era considerat extrem de mare pentru un telefon), Note a primit o primire pozitivă pentru funcționalitatea stylusului, viteza procesorului său dual-core de 1,4 GHz și avantajele unui ecran atât de mare. La fel ca Galaxy S2 de la începutul aceluiași an, camera are opt megapixeli și poate filma în Full HD, 1080p, iar dispozitivul dispune de Mobile High-Definition Link (MHL la HDMI).
Galaxy Note a fost un succes comercial: lansat în octombrie 2011, Samsung a anunțat în septembrie 2011, că Galaxy Note a vândut 1 milion de unități în două luni. În februarie 2012, Samsung a debutat cu o versiune Note cu suport LTE, iar până în august 2012, Note vânduse 10 milioane de unități în întreaga lume.

### Galaxy Note 2
Pe 29 august 2012, la IFA Berlin, Samsung a prezentat un succesor al modelului Galaxy Note, Galaxy Note II. Noul model, lansat în septembrie 2012, a prezentat îmbunătățiri la hardware-ul Note-ului original (cu un procesor quad-core și un ecran mai mare de 5.5 inci (140 mm), un stylus revizuit care poate dezvălui tooltips Air View prin plutire și un digitizor actualizat cu 1.024 de niveluri de sensibilitate la presiune pentru o introducere mai precisă a stiloului, un nou design hardware bazat pe cel al Galaxy S III), împreună cu noi caracteristici, cum ar fi gesturile cu stiloul, multitasking-ul pe ecran divizat, Air View (care permite afișarea de previzualizări ale conținutului prin plutirea stiloului deasupra ecranului) și alte caracteristici noi introduse și de S III.

### Galaxy Note 3
Pe 4 septembrie 2013, Samsung a prezentat Galaxy Note 3, care a introdus un design mai „premium” cu un suport din piele din plastic și un ecran 1080p⁠(d) de 5,7 inci (145 mm), 3 GB de memorie RAM, noi capabilități de înregistrare video 4K la 30 de cadre pe secundă (până la 5 minute pe videoclip; disponibilitatea variază în funcție de regiune), 1080p⁠(d) la o rată de două ori mai mare (opțiunea „smooth motion” de 60 fps), un conector USB 3.0, un transmițător infraroșu pentru utilizarea ca telecomandă, un al treilea microfon pentru anularea zgomotului, ferestre multiple și funcționalitate extinsă a stiloului. Spre deosebire de predecesorul său, acesta nu este echipat cu un radio FM. Difuzorul este plasat în partea de jos, în timp ce este plasat pe partea din spate pe Note 1, 2 și 4.
Note 3 este singurul dispozitiv Galaxy Note echipat cu senzori termometru și higrometru și suport Air View atât pentru stylus, cât și pentru degete, dintre care acesta din urmă este realizat cu un strat suplimentar de ecran tactil auto-capacitiv. De asemenea, avea comenzi vocale suplimentare, inclusiv „Dismiss” și „Snooze” pentru alarmă și „Answer” și „Decline” pentru apeluri.

#### Galaxy Note 3 Neo
În ianuarie 2014, Samsung a lansat pentru prima dată o versiune „retrogradată” a Note 3, Galaxy Note 3 Neo. Aceasta dispune de stylus S-Pen, cameră foto de 8 MP, ecran Super AMOLED HD 720p de 5,5”, 16 GB spațiu de stocare, 2 GB memorie RAM, precum și unele dintre caracteristicile software ale Note 3 (de exemplu, zoom pe ecran).
Pentru prima dată, are un procesor Samsung Exynos Hexa 5260 (6 nuclee) cu un CPU quad-core Cortex A7 de 1,3 GHz și un CPU dual-core Cortex A15 de 1,7 GHz cu suport pentru HMP și un GPU Mali-T624.
Note 3 Neo nu are înregistrare video 4K (2160p) și slow motion (720p@120fps) și poate înregistra 1080p la doar 30 de cadre pe secundă.

### Galaxy Note 4
Pe 3 septembrie 2014, la IFA Berlin, Samsung a prezentat un succesor al Galaxy Note 3, Galaxy Note 4. Noul model, lansat pe 3 septembrie 2014, a introdus un nou design cu un suport din piele din plastic și o ramă metalică, un ecran QHD de 5,7 inci (145 mm), o cameră foto de 16 MP cu apoi noua stabilizare optică a imaginii, încărcare rapidă de 15 wați utilizând Qualcomm Quick Charge 2.0, ferestre multiple revizuite, un stylus S-Pen îmbunătățit, un digitizor actualizat cu 2.048 de niveluri de sensibilitate la presiune și funcționalitate extinsă, scanner de amprente și alte caracteristici preluate de la Galaxy S5. Cu toate acestea, Samsung Air View este utilizabil numai cu S-Pen, în timp ce era utilizabil atât cu degetele, cât și cu stylusul pe Galaxy Note 3.
Galaxy Note 4 este echipat în mod unic cu un senzor de raze ultraviolete și este ultimul telefon emblematic Samsung echipat cu o baterie înlocuibilă de utilizator.

#### Galaxy Note Edge
Alături de Galaxy Note 4, Samsung a prezentat și Galaxy Note Edge, care are un ecran cu o porțiune curbată care se înfășoară în jurul cadrului din dreapta dispozitivului. Zona curbată poate fi utilizată ca o bară laterală pentru a afișa tickere de știri și informații, comenzi rapide pentru aplicații și alte instrumente.
Zona curbată a ecranului din partea dreaptă extinde rezoluția ecranului de la 1440×2560 la 1600×2560.
Galaxy Note 4 și Galaxy Note Edge sunt ultimele modele din seria Note care utilizează cartele micro-SIM. Modelele ulterioare din serie utilizează cartele nano-SIM.

### Galaxy Note 5
Galaxy Note 5 a fost anunțat pe 13 august 2015. Acesta se bazează pe specificațiile, hardware-ul și designul exterior ale modelului Galaxy S6, inclusiv rama metalică și spatele din sticlă, dar cu un ecran mai mare de 5,7 inci 1440p, un cip de sistem Exynos⁠(d) 7 Octa 7420, precum și un nou slot pentru stylus cu arc. La fel ca S6 și spre deosebire de modelele Note anterioare, Note 5 nu oferă o baterie înlocuibilă de utilizator sau stocare extensibilă. Alte caracteristici eliminate includ suport pentru Mobile High-Definition Link, un al treilea microfon și un transmițător infraroșu. Noua funcție „Screen off memo” permite trezirea telefonului direct la un ecran de note atunci când stylusul este îndepărtat, iar aplicația de cameră permite livestreaming public și privat direct pe YouTube.

### Galaxy Note 7
Galaxy Note 7 a fost anunțat în timpul unui eveniment de presă în New York City pe 2 august 2016. Acesta se bazează în mare parte pe hardware-ul Galaxy S7, moștenind procesorul, camera foto și restaurarea rezistenței la apă IP68 și a spațiului de stocare extensibil, dar cu un ecran mai mare de 5,7 inci 1440p. Este, de asemenea, primul dispozitiv Samsung care are un conector USB-C și primul dispozitiv protejat împotriva apei din seria Galaxy Note, având și un stylus protejat împotriva apei.
Ecranul Galaxy Note 7 este curbat pe părțile laterale ale dispozitivului, iar stylusul său are grade mai mari de sensibilitate la presiune (4096) și un vârf mai fin. Samsung a denumit dispozitivul Note 7, mai degrabă decât Note 6, pentru a sincroniza brandingul cu flagship-ul anterior din același an, seria Samsung Galaxy S7.
La lansare, seria Galaxy Note a fost criticată de un jurnalist de tehnologie de la Android Police⁠(d), care a criticat faptul că, de la Galaxy Note 5 din 2015, cu excepția unui stylus, nimic nu diferențiază flagship-ul seriei Galaxy Note de flagship-ul seriei Galaxy S lansat mai devreme în același an, așa cum s-a întâmplat cu primele patru generații de dispozitive Galaxy Note.
Galaxy Note 7 a fost afectat de probleme repetate de fabricație cu bateriile interne, care au dus la incidente în care acestea s-au supraîncălzit și au luat foc. După ce modelele de înlocuire au suferit incidente similare, Note 7 a fost întrerupt oficial pe 11 octombrie 2016 și aproape toate unitățile au fost retrase la nivel global.

#### Galaxy Note Fan Edition
După retragerea Samsung Galaxy Note 7, Samsung a lansat Note Fan Edition (FE) ca un Note 7 recondiționat în anumite țări pe 7 iulie 2017. Deși are un factor de formă identic, Fan Edition vine cu o baterie mai mică de numai 3200 mAh, mai degrabă decât Note 7 original care este de 3500 mAh din motive de siguranță.
Modificările îmbunătățite ale Galaxy Note Fan Edition includ Android Nougat cu interfața Samsung Experience⁠(d) 8.1, asistentul virtual Bixby (cu excepția Voice), un marcaj „Fan Edition” pe spate și o carcasă Clear View Cover.

### Galaxy Note 8
Samsung Galaxy Note 8 a fost anunțat pe 23 august 2017. Acesta are un ecran Infinity Display Super AMOLED 1440p⁠(d), de 6,3”, o baterie de 3300 mAh, suport Qualcomm Quick Charge 2.0, procesor Snapdragon⁠(d) 835/Exynos⁠(d) 8895 (în funcție de locație), un scanner de iris, rezistență la apă și praf IP68, o nouă configurație a camerei cu două lentile cu un teleobiectiv și suport pentru Samsung DeX⁠(d).

### Galaxy Note 9
Pe 27 iunie 2018, Samsung a trimis invitații pentru următorul eveniment „Unpacked”, prezentând o imagine S Pen galbenă. Galaxy Note 9 a fost ulterior anunțat pe 9 august 2018 și a devenit disponibil începând cu 24 august 2018.
Note 9 este o versiune în mare parte rafinată a Note 8. Cea mai mare schimbare față de Note 8 a fost adăugarea funcționalității Bluetooth la S-Pen, permițând unui utilizator să controleze camera foto, videoclipurile YouTube și prezentările de diapozitive de la distanță.
La nivel intern, Note 9 utilizează procesorul Snapdragon 845 sau Exynos 9810, cu 6 GB de RAM și 128 GB de stocare internă sau 8 GB de RAM și 512 GB de stocare internă și o baterie de 4000 mAh.
Note 9 utilizează același hardware de cameră văzut pe Samsung Galaxy S9⁠(d) Plus, cu o configurație de cameră duală, un senzor wide-angle de 12MP cu deschidere dublă f/1.5 și f/2.4 și un senzor teleobiectiv de 12MP cu deschidere f/2.4 pentru efecte Bokeh⁠(d) pe spate, împreună cu o cameră selfie de 8MP.

### Galaxy Note 10/Note 10+
Pe 1 iulie 2019, Samsung a anunțat că va organiza al doilea eveniment Unpacked al anului pe 7 august, la ora 16:00, ora estică, în Barclays Center din Brooklyn. Galaxy Note 10 și Note 10+ au fost dezvăluite în cadrul evenimentului.
Note 10 a marcat prima dată când Samsung a oferit un model Plus al lui Note, Note 10 oferind un ecran Infinity-O Display de 6,3 inci 1080p și o baterie de 3400 mAh, iar Note 10+ oferind un ecran de 6,8 inci 1440p cu o baterie de 4300 mAh. Note 10 are un spațiu de stocare neexpandabil de 256 GB, în timp ce Note 10+ are un spațiu de stocare expandabil de 256/512 GB prin microSD. Ambele telefoane au adăugat mai multe caracteristici noi de la Samsung Galaxy S10⁠(d), inclusiv scanere de amprente digitale în ecran, Wireless Powershare (care permite utilizarea telefonului pentru a încărca fără fir alte dispozitive compatibile Qi) și matrice de camere triple constând dintr-un obiectiv ultra-wide angle de 16 MP și obiective wide angle și teleobiectiv de 12 MP. Ambele variante au văzut, de asemenea, butonul de alimentare consolidat cu butonul Bixby pe partea stângă a telefonului, butonul fiind acum reprogramabil pentru a fi utilizat ca buton de alimentare sau pentru a activa Bixby, și au eliminat mufa pentru căști.
De asemenea, odată cu variantele Note 10 a fost introdusă și funcția de încărcare Super Fast Charging de 25 de wați (Note 10+ fiind de asemenea capabil de încărcare Super Fast Charging 2.0 de 45 de wați), marcând prima creștere a ratei de încărcare de la Galaxy Note 4 din 2014.

#### Galaxy Note 10 Lite
Pe 3 ianuarie 2020, Samsung a anunțat, alături de Galaxy S10 Lite, lansarea viitoare a Note 10 Lite. Principalele puncte de interes ale Note 10 Lite au fost că a reintrodus elemente de design și caracteristici nu au mai fost utilizate dispozitivele emblematice Note în câteva generații, cum ar fi un ecran complet plat (văzut ultima dată pe Note 5), reintroducerea mufei pentru căști (văzută ultima dată pe Note 9) și includerea unui radio FM. Pe plan intern, Note 10 Lite a avut chipset-ul, procesorul și GPU-ul mai vechi din versiunea Exynos a Note 9, încorporând în același timp caracteristici mai noi, cum ar fi camerele triple observate în restul seriei Note 10. Pentru a se poziționa, la fel ca Note 3 Neo, ca un dispozitiv Note mai accesibil, prețul a fost mult mai comparabil cu cel al telefoanelor midrange de la acea vreme, la mai puțin de jumătate din prețul Note 10+ și mai mic decât Note 10.

### Galaxy Note 20/Note 20 Ultra
Samsung a anunțat Galaxy Note 20 și Note 20 Ultra în cadrul unui eveniment virtual Unpacked Event pe 5 august 2020. Ambele au venit în variante cu și fără conectivitate 5G.
Ca și linia Note 10, Note 20 are specificații mai mici pentru a justifica un preț relativ mai mic, în timp ce Note 20 Ultra este poziționat ca un dispozitiv premium high-end. În acest caz, Note 20 Ultra are un ecran de 6,9 inci, rată de reîmprospătare de 120 Hz, baterie de 4.500 mAh și spațiu de stocare extensibil. Note 20 nu are câteva caracteristici cheie ale Note 20 Ultra, inclusiv rata mare de reîmprospătare, extinderea stocării microSD și obiectivul zoom „periscope”. Ambele telefoane au configurații de camere triple similare liniei S20, Note 20 folosind doi senzori wide și ultrawide de 12 MP și un senzor teleobiectiv de 64 MP, iar Note 20 Ultra folosind un senzor wide de 108 MP și doi senzori telefoto și ultrawide de 12 MP. Pe ambele modele, butoanele și S-Pen au schimbat locurile față de pozițiile lor de pe Note 10, butoanele de alimentare și volum fiind acum pe partea dreaptă a telefonului, iar dock-ul S-Pen fiind acum mutat pe partea stângă a portului USB-C.
Acesta este ultimul telefon lansat sub seria Note, înainte ca Samsung să decidă să adauge suport pentru S-Pen în seria Galaxy S, începând cu Galaxy S21 Ultra. Galaxy S22 Ultra⁠(d), lansat în februarie 2022, dispune de un S-Pen încorporat.

## Tablete

### Galaxy Note 8.0
Samsung Galaxy Note 8.0 este o tabletă computerizată de 8 inci bazată pe Android produsă și comercializată de Samsung Electronics. Acesta aparține celei de-a doua generații a seriei de tablete Samsung Galaxy Note, care include și un model de 10,1 inci, Galaxy Note 10.1 2014 Edition.

### Galaxy Note 10.1
La Mobile World Congress 2012, Samsung a anunțat Galaxy Note 10.1, ca o alternativă la Galaxy Tab 10.1. Acesta are un ecran de 10,1 inci și utilizează un procesor quad-core de 1,4 GHz și suportă introducerea cu stylusul Samsung S-Pen, așa cum se vede pe telefonul original Galaxy Note.

### Galaxy Note 10.1 2014 Edition
La evenimentul Samsung Unpacked Episode 2 2013 din Berlin și New York, Samsung a anunțat succesorul tabletei originale Galaxy Note de 10,1 inci, denumită Galaxy Note 10.1 2014 Edition. La fel ca predecesorul său, tableta are un ecran de 10,1 inci și suportă acum introducerea îmbunătățită a stylusului Samsung S-Pen, observată și pe Note III, și copiază modelul fratelui său din gama inferioară, Samsung Galaxy Tab 3 10.1⁠(d), care prezintă designul unificat Samsung utilizat pentru prima dată pe Samsung Galaxy S4.

### Galaxy Note Pro 12.2
La Consumer Electronics Show 2014 din Las Vegas, Samsung a anunțat prima linie de tablete Pro, care a inclus o tabletă Samsung Galaxy Note Pro mai mare cu un ecran de 12,2 inch și, de asemenea, vine cu același stylus S-Pen pe care îl poartă Samsung Galaxy Note 10.1 2014 Edition⁠(d), care este standard pe seria Note. Designul său este similar cu Samsung Galaxy Note 10.1 2014 Edition⁠(d) care are spatele din piele cusută simulată standard Samsung.

## Alte dispozitive echipate cu stilou S-Pen

### Galaxy Tab
Ulterior, lansat împreună cu primele modele obișnuite Tab A 8.0 și 9.7 în 2015, Samsung a lansat un model de Tab A 9.7 echipat cu un stylus S-Pen, fiind primul dispozitiv Samsung Galaxy echipat cu stylusul Samsung în afara seriei Note. În 2017, Samsung a lansat un alt dispozitiv S-Pen, Tab S3. Pe 1 august 2018, Samsung a lansat noua tabletă: Samsung Galaxy Tab S4 cu un nou S-Pen. Ulterior, în 2019, Samsung a lansat Galaxy Tab S6 cu S-Pen.

## Succesori spirituali

### Galaxy S21 Ultra
Galaxy S21 Ultra a fost anunțat la evenimentul Galaxy Unpacked din 14 ianuarie 2021, alături de Galaxy S21 și Galaxy S21+. Galaxy S21 Ultra este primul telefon din seria Galaxy S care acceptă accesoriul S Pen, deși este vândut separat și cu funcționalitate limitată. Acesta are un ecran curbat „Dynamic AMOLED” de 6,8” 1440p cu suport HDR10+, tehnologie „dynamic tone mapping” și o rată de reîmprospătare variabilă de 120 Hz.

### Galaxy S22 Ultra
Galaxy S22 Ultra a fost anunțat la evenimentul Galaxy Unpacked din 9 februarie 2022, alături de Galaxy S22 și Galaxy S22+. Spre deosebire de Galaxy S21 Ultra și Galaxy Z Fold 3, Galaxy S22 dispune de un S Pen încorporat, cu funcționalități similare celor din seria Galaxy Note și cu o latență mai rapidă a stiloului de 2,8ms.

### Galaxy S23 Ultra
Galaxy S23 Ultra a fost anunțat la evenimentul Galaxy Unpacked din 1 februarie 2023, alături de Galaxy S23 și Galaxy S23+. Similar cu Galaxy S22 Ultra, Galaxy S23 Ultra dispune de un S Pen încorporat, cu funcționalități similare celor din seria Galaxy Note și cu o latență mai rapidă a pen-ului de 2,8ms.